# اکانس
اکانس (به فرانسوی: Accons) یک کمون در فرانسه است که در Canton of Le Cheylard واقع شده‌است.

## خصوصیات
اکانس ۹٫۸۷ کیلومترمربع مساحت و ۴۲۸ نفر جمعیت دارد و ۵۶۰ متر بالاتر از سطح دریا واقع شده‌است.